# Астрофест
«АстроФест» — крупнейший ежегодный астрономический фестиваль на территории бывшего СССР, традиционно проходящий в Подмосковье весной в апреле или мае. Число участников достигает 1100 человек. Идея проведения фестиваля принадлежит московскому любителю астрономии Андрею Остапенко. В организации первых фестивалей активное участие принимал Московский астрономический клуб (Москва), также созданный А. Остапенко за несколько лет до этого и председателем которого в то время он являлся. В настоящее время организатором фестиваля является ООО «АстроФест».
С 2019 года формат проведения фестивалей расширен. К традиционной, загородной части, которая проходит в загородном пансионате, и длится четыре дня, с четверга по воскресенье, иногда добавляется городская часть, которая проводится в Москве и проходит в течение двух дней (суббота и воскресенье).

## Цели фестиваля
Основные цели фестиваля «АстроФест»: организация общения единомышленников по увлечению, обмен опытом, представление результатов работы в разных областях любительской астрономии и телескопостроения, популяризация астрономии, информирование астрономов-любителей о новостях науки, организация общения и сотрудничества любителей с профессиональными астрономами.

## История
Первый официальный фестиваль любительской астрономии и телескопостроения «АстроФест» прошёл 16-18 апреля 1999 г. на территории Звенигородской обсерватории (ЗНБ) Института астрономии РАН (ИНАСАН), недалеко от г. Звенигород (Московская область). Он был организован Московским астрономическим клубом при участии Московского Городского Дворца Детского и Юношеского Творчества (МГДД(Ю)Т).
На фестиваль собрались 83 человека — он стал новым, ярким и одновременно значительным событием, которое впоследствии существенным образом сказалось на дальнейшем развитии любительской астрономии в нашей стране. Фестиваль имел большой успех и громкий отклик, несмотря на то, что был совершенно новым для нашей любительской астрономии явлением. Успешные общие астрономические наблюдения стали впоследствии одной из главных традиций всех «АстроФестов».
Большинство участников фестиваля оказались жителями Москвы, Московской и прилегающих областей, но были и те, кто прибыли из более далеких краёв. География мест, откуда съехались участники была очень обширной: Калуга, Тверь, Нижний Новгород, Воронеж, Иваново, Владимир, Ярославль и даже Кемерово и Новосибирск! Это было несколько неожиданным даже для организаторов, и одновременно показало правильность избранного организаторами пути.
Следующие «АстроФесты» проходили с постоянным увеличением числа участников:
| Год  | Место проведения                                              | Число участников | Число телескопов |
| ---- | ------------------------------------------------------------- | ---------------- | ---------------- |
| 1999 | ЗНБ                                                           | 83               | ?                |
| 2000 | ЗНБ                                                           | 110              | ?                |
| 2001 | ЗНБ                                                           | 130              | 27               |
| 2002 | Детский лагерь "Зоркий", Красногорский район                  | 252              | 34               |
| 2003 | Детский лагерь "Орлёнок", Пушкинский район                    | 391              | 40               |
| 2004 | Детский лагерь "Мечта", Подольский район                      | 541              | 63               |
| 2005 | Пансионат "Пушкино", детский лагерь "Орлёнок", Пушкинский р-н | 620              | >50              |
| 2006 | Пансионат "Пушкино", детский лагерь "Орлёнок", Пушкинский р-н | 562              | >80              |
| 2007 | Пансионат "Пушкино", детский лагерь "Орлёнок", Пушкинский р-н | 778              | >80              |
| 2008 | Пансионат "Пушкино", детский лагерь "Орлёнок", Пушкинский р-н | 885              | ?                |
| 2009 | Пансионат "Клязьма", Мытищенский район                        | >1000            | ?                |
| 2010 | Пансионат "Поляны", Одинцовский район                         | >1000            | ?                |
| 2011 | Пансионат «Поляны», Одинцовский район                         |                  |                  |
| 2012 | Пансионат «Поляны», Одинцовский район                         |                  |                  |
| 2013 | Пансионат «Поляны», Одинцовский район                         |                  |                  |
| 2014 | Пансионат «Ершово», Одинцовский район                         |                  |                  |
| 2015 | Пансионат «Ершово», Одинцовский район                         |                  |                  |
| 2016 | Пансионат «Ершово», Одинцовский район                         |                  | 216              |
| 2017 | Пансионат "Снегири", Истринский район                         | >1100            | ?                |
| 2018 | Пансионат "Снегири", Истринский район                         | >1100            | ?                |
| 2019 | Пансионат "Снегири"                                           |                  |                  |
| 2020 | фестиваль отменён из-за пандемии COVID-19                     | 0                | 0                |
| 2021 | Пансионат "Искра"                                             |                  |                  |
| 2022 | Пансионат "Снегири"                                           |                  |                  |
| 2023 | Пансионат "Искра"                                             |                  |                  |
| 2024 | Пансионат "Снегири"                                           |                  |                  |
| 2025 | Пансионат "Снегири"                                           |                  |                  |

Среди партнёров фестиваля в разные годы были: Sky-Watcher, НПЗ, MEADE, НЦ «Ка-Дар», Takahashi, Orion, Acuter и DeepSky.

## Конкурсы и мероприятия
- «Лучший астрономический снимок» (в двух номинациях)[31]
- «Лучший наблюдатель»
- Конкурс «Звёзды АстроРунета и Я» («ЗАРЯ»)[32]
- «Лучший самодельный телескоп»[33]
- Конкурс детского рисунка[34]
- Концерт Андрея Климковского[35][36][37][38][39][40][41][42][43]

## География участников фестиваля
Более 80 городов России, и небольшое число участников из ближнего и дальнего зарубежья.